# آمریکو لوپس
آمریکو لوپس (پرتغالی: Américo Lopes؛ زادهٔ ۶ مارس ۱۹۳۳) بازیکن فوتبال اهل پرتغال بود.
از باشگاه‌هایی که در آن بازی کرده‌است می‌توان به باشگاه فوتبال بوآویشتا و باشگاه فوتبال پورتو اشاره کرد.
وی همچنین در تیم ملی فوتبال پرتغال بازی کرده‌است.